# Gaidarbek Gaidarbekov
Gaidarbek Gaidarbekov (n. 6 octombrie 1976, Kaspiisk, RSFS Rusă, URSS) este un boxer ce a reprezentat Rusia, medaliat olimpic. A participat la 2 ediții ale Jocurilor Olimpice (2000, 2004) în care a câștigat o medalie de aur și o medalie de argint.